# 鸡鸣三省
27°42′41″N 105°18′12″E / 27.71149°N 105.30345°E
鸡鸣三省，是一个地理区域词语，主要位于先中华人民共和国四川、云南、贵州三省交界处，中间流经赤水河上游支流倒流河形成的地区。三省地区分别为四川省叙永县水潦彝族乡岔河村、云南省昭通市镇雄县坡头镇德隆村、贵州省毕节市林口镇鸡鸣三省村（狭义的鸡鸣三省）。

## 历史
当地地形险要，因“雄鸡一鸣，三省皆闻”而得名。1935年1月底，中央红军一渡赤水之后，意图渡江进入四川西部，进攻成都，但遭到川军强烈阻挡。红军经娄山关向西进入鸡鸣三省地区，遭到云南军队阻挡，无法前进。于2月5日，中央政治局召开一次重要会议，会议决定张闻天取代博古，担任中共中央总书记。此外初步形成暂时放弃渡江北上计划，而改在川滇黔边区机动作战，寻找新的革命根据地的计划。中共历史称“鸡鸣三省会议”。鸡鸣三省会议在毛泽东、周恩来、杨尚昆的报告中均有记录，但具体会议地址在中共党史工作者中存在争议，三省史学家均提出各自依据，但因缺乏关键证据，于是均采用广义的“鸡鸣三省”代称。
1962年5月毛泽东修改郭沫若写的《喜读毛主席〈词六首〉》，把郭沫若关于《忆秦娥·娄山关》词的解释部分全部删去，在清样的边旁空白处，以郭沫若的口吻改写了一段文字，其中写道：“红军第一次打娄山关，胜利了，企图经过川南，渡江北上，进入川西，直取成都，击灭刘湘，在川西建立根据地。但是事与愿违，遇到了重重阻力。红军由娄山关一直向西，经过古蔺、古宋诸县打到了川滇黔三省交界的一个地方，叫做‘鸡鸣三省’，突然遇到了云南军队的强大阻力，无法前进。中央政治局开了一个会，立即决定循原路反攻遵义，出敌不意，打回马枪，这是当年2月。”
周恩来1972年6月10日在中共中央召集的一次会议上讲话说：“……从土城战斗渡了赤水河。我们赶快转到三省交界即四川、贵州、云南交界地方，有个庄子名字很特别，叫‘鸡鸣三省’。鸡一叫三省都听到，就在那个地方，洛甫做了书记，换下了博古。”
鸡鸣三省会议召开地点归纳起来有四种观点：
1. 云南水田寨花房子
2. 云南水田寨高坎村
3. 四川石厢子
4. 贵州林口镇鸡鸣三省村。

1996年2月5日，中共毕节地委和毕节地区行署，在鸡鸣三省观音岩头树立鸡鸣三省纪念碑。“鸡鸣三省”为萧克题词，游客可在纪念碑附近俯视三省。

## 相关
- 鸡鸣三省大桥
- 鸡鸣三省大道